# 森玉僊
森 玉僊（もり ぎょくせん、寛政4年〈1792年〉 - 元治元年5月4日〈1864年6月7日〉）とは、江戸時代後期の浮世絵師、大和絵師。大和絵師としては森高雅（もり こうが、またはたかまさ）の名で知られる。名古屋出身。牧墨僊の門人で、同門の沼田月斎と共に江戸後期の尾張藩を代表する浮世絵師として、地元尾張の人物や賑わいを描いた作品を多く残した。

## 来歴

### 浮世絵師・森玉僊
通称は右門、蜂助。玉僊、菊亭、三光堂、紫川亭（横三蔵町在住時）、高雅、蝦翁、素堂などと号す。尾張名古屋鉄砲町（現・愛知県名古屋市中区栄二・三丁目）に生まれる。尾張在住の町狩野の絵師・吉川一渓に狩野派、中林竹洞に南画を学ぶ。竹洞の上洛に付いて行こうとしたが叶わず、代わりに牧墨僊に浮世絵・美人画を学んだという。
文化年間に尾張の地方出版本で頭角を現し、例えば文化14年（1817年）刊行の『狂歌弄花集』の挿絵などが知られている。また初期から肉筆美人画を得意としており、晩年まで制作が続けられたため数多くの作品が残り、往年の人気の高さが窺える。一方で藩主・徳川斉朝の命により、当時の名古屋の繁栄を象徴する「名古屋東照宮祭礼図巻」などを描き、この成功によって玉僊は社会的に広く認められたと考えられる。伊藤圭介をはじめ名古屋で活躍した人々の肖像画や、名古屋の名所を描いた団扇絵（「尾張名所団扇絵」）、弟子の小田切春江と共作した『尾張名所図会』の挿絵でも知られており、時代の風景を写すのに長けていた。

### 大和絵師・森高雅
ところが、墨僊没後10年に当たる天保5年（1835年）、一門を引き連れて土佐派の土佐光孚の門に移る。高雅・蝦翁の号を用いて、有職故実に学び、復古大和絵の画法を加えた風俗画を得意とした。この行動は、これ以前より大和絵風の作品を手がけていた事から、土佐派の技法を学ぶためではなく、当時浮世絵の社会的位置づけが、土佐派や狩野派などと比べて低かった事が主な原因だと考えられる。玉僊は、当初狩野派や南画を学んでおり、はじめの段階から単に浮世絵師として満足するつもりはなかったのだが、現実の玉僊が評判を得たのは、専ら浮世絵のジャンルであった。光孚に就いたのは、こうした状況を打開し、宮廷御用絵師の系列である土佐派に属することで、画壇での地位や仕事面でプラスになるという計算が働いていたと考えられる。そのためか、この後も浮世絵美人画を描き続けており、完全に大和絵の画風に染まったわけでもない。とは言え、やはり体面的には浮世絵風から距離を置くようになり、こうした姿勢は南画家に転じた同門の沼田月斎と良く似ている。元治元年（1864年）、呉服町一丁目にて74歳で没した。墓所は大津町下の一向宗法光寺。
階級を設け、昇級ごとに礼金を取る合理的で組織的な門人教育を施し、多くの門人がいた。代表的な弟子として日比野白圭、木村金秋、小田切春江、鬼頭道恭、森一鳳、笠亭仙果らがいる。

## 作品
- 「名古屋名所 柳薬師夜開帳」 団扇絵 錦絵
- 「名古屋名所 熱田魚市の図」 団扇絵 錦絵
- 「名古屋名所 桜天神植木市」 団扇絵 錦絵

| 作品名                                   | 技法         | 形状・員数 | 寸法（縦x横cm）                                 | 所有者                         | 年代                                                | 款記・印章 | 備考 |
| ---------------------------------------- | ------------ | ---------- | ----------------------------------------------- | ------------------------------ | --------------------------------------------------- | --- | --- |
| 衝立に倚る遊女図                         | 紙本着色     | 1幅        | 100.8x29.9                                      | 東京国立博物館                 | 文化後半頃                                          | 款記「玉僊筆」/印章「菊亭」（朱文印）印文不明（朱文印）                                                                               | |
| 月下砧打ち美人図                         | 絹本着色     | 1幅        | 100.8x26.1                                      | 東京国立博物館                 |                                                     | 印章「玉」「僊」（白文方連珠印） | 画風には円山四条派を始めとする上方の美人画の影響が大きく現れている |
| 美人押絵貼屏風                           | 紙本着色     | 二曲一双   |                                                 | 名古屋市博物館                 |                                                     | 款記「玉僊寫」または「玉僊筆」 | 玉僊の美人画の中では比較的初期の作。 |
| 二美人図                                 | 絹本着色     | 1幅        |                                                 | 名古屋市博物館                 |                                                     | 款記「玉僊寫意」 | |
| 娘羽根突きの図                           |              | 1幅        |                                                 |                                |                                                     | | |
| 酔雪楼美人図                             |              | 1幅        |                                                 |                                |                                                     | | |
| 大原女図                                 | 紙本着色     | 1幅        |                                                 |                                |                                                     | | |
| 雪中若菜摘図                             | 絹本着色     | 1幅        |                                                 | 名古屋市博物館                 |                                                     | 款記「こう雅」 | |
| 久米仙人図                               | 絹本着色     | 1幅        |                                                 | 名古屋市博物館                 |                                                     | 款記「こう雅」 | |
| 五色和歌歌絵押絵貼屏風                   | 著色         | 六曲一隻   |                                                 | 名古屋市博物館                 | 1832-36年（天保3-7年）頃                            | | 飛鳥井雅光、高倉永雅、冷泉為全、橋本實久、四辻公説詞書。第1扇に色紙の揮毫を手掛けた公卿の名を記した目録と制作背景を、題2扇以降はそれぞれの詞書とその世界を記した歌絵が配されている。 |
| 花鳥図屏風                               | 紙本着色     | 二曲三隻   | 127.0x57.3（各）                                | 熱田神宮                       |                                                     | 款記「高雅」 | |
| 芸妓図                                   | 絹本着色     | 1幅        | 89.6x38.6                                       | 大英博物館                     | 文政4年（1821年）                                   | | |
| 名古屋東照宮祭礼図巻                     | 絹本着色     | 9巻        | 縦34.5                                          | 徳川美術館                     | 文政5年（1822年）                                   | 隠し落款「文政午秋／尾張玉僊」/印文不明方印2顆                                                                                        | 本図の伺い下絵「東照宮祭礼図下絵画巻」7巻（名古屋市博物館蔵）も残る。 |
| 西山玄道画像・野間たき画像・伊藤圭介画像 | 紙本着色     | 3幅対      | 西山：83.5x37.4 野間：83.0x30.0 伊藤：93.0x29.2 | 東山植物園                     | 西山：1841年（天保12年） 伊藤：1830年（天保元年）頃 | 西山：款記「天保辛丑春正月寫／高雅」/「高雅之印」白文方印・「玉仙」朱文方印 野間・伊藤：無款記/「森高雅印」朱文方印・印文不明朱文方印 | 名古屋市指定文化財（伊藤圭介一括資料のうち）。伊藤とその父母の肖像画。西山玄道像には西山自身の賛がある。伊藤が30歳頃の像とされ、後の明治15年（1882年）に伊藤が書き加えた賛がある。   |
| 芭蕉涅槃図                               | 紙本着色     | 1幅        | 134.0x43.3                                      | 個人                           | 嘉永7年（1854年）                                   | 款記「嘉永甲寅十月翁忌日応需高雅写」/「尾張画叟森高雅印」朱文楕円印                                                                   | |
| 尾張名所図屏風                           | 紙本淡彩     | 六曲一双   |                                                 | 徳川美術館                     | 安政3年（1856年）                                   | | |
| Court lady with a basket of flowers      | 絹本著色     | 1幅        | 81x30.3                                         | フリーア美術館                 |                                                     | 款記「玉僊森高雅筆」 | |
| A Summer Evening by the River            | 絹本墨画淡彩 | 1幅        | 35.8x56.1                                       | ロサンゼルス・カウンティ美術館 |                                                     | | |